# Бевінко
Бевінко (фр. Bevinco корс. Bevincu) — річка Корсики (Франція). Довжина 28,1 км, витік знаходиться на висоті 1 395 метрів над рівнем моря на схилах гори Монте Реджіа ді Поццо (Monte Reghia di Pozzo) (1469 м). Впадає в Тірренське море.
Протікає через комуни: Ленто, Бігорно, П'єве, Мурато, Валлекалле, Руталі, Ольмета-ді-Туда, Бігулья і тече територією департаменту Верхня Корсика та кантонами: Альто-ді-Казаконі (d'Alto-di-Casaconi), Аут-Неббйо (Haut-Nebbio), Конка-д'Оро (Conca-d'Oro ), Борго (Borgo)